# Ranunculus helveticus
Ranunculus helveticus är en ranunkelväxtart som beskrevs av T. Brodtbeck. Ranunculus helveticus ingår i släktet ranunkler, och familjen ranunkelväxter. Inga underarter finns listade i Catalogue of Life.